# エアトリインターナショナル
株式会社エアトリインターナショナルは、かつて存在した国際・国内航空券・パッケージツアーの予約・販売、海外ホテル/鉄道などの予約・手配、海外語学留学の手配・コンサルティング、会報誌ワールドトラベラーの制作・発行及びFAXサービス、海外旅行保険・生命保険の代理店業を行う企業である。エボラブルアジアの子会社。旧名称は株式会社DeNAトラベルで、株式会社DeNAの子会社だった。

## サービス
エアトリ
航空券・ホテルなどの販売または仲介（アフィリエイト）を扱う総合旅行ウェブサイトおよびアプリ。2013年10月にサービス名を「スカイゲート」から「DeNAトラベル」に変更した。社名変更に伴い2018年6月1日、現名称に変更した。
auトラベル
auのサービス利用者を対象とした、航空券・ホテルなどの販売または仲介（アフィリエイト）を扱う総合旅行ウェブサイト。KDDIとの共同運営であり、利用者はau WALLETを貯めることが可能。
アルキカタドットコム
旅行ガイドブック『地球の歩き方』と共同運営し、航空券・ホテルなどの販売または仲介（アフィリエイト）を扱う総合旅行ウェブサイト。
総合保険センター
総合保険ウェブサイト。
旅のコンサルティング
法人・個人に対応する専任制の旅行コンサルティング事業。

## 沿革
- 1976年 - ヨーロッパの格安旅行を提案したガイドブックを出版
- 1979年 - 瀧本泰行が、ガイドブックの読者を中心に旅行者協同組合「EEC（エンジョイ・エコノミークラブ）」を設立。株式会社エアーリンクトラベルとして業務を開始。
- 1984年 - 東京都新宿区に本社移転
- 1990年 - 一般旅行業 982号を取得
- 1992年 - 神奈川県横浜市にコンピュータ・データ入力管理室開設
- 1994年 - IATA（国際航空運送協会）公認代理店となる。大阪支店を開設。
- 1995年 ‐社名を株式会社エアーリンクとする
- 1996年 - 湘南店を開設。
- 1997年 - 渋谷支店、横浜店、立川店を開設。
- 1998年 - 名古屋駅前店、名古屋栄店、京都店、札幌店、神田支店、神戸店、静岡店、池袋支店、新橋店を開設。
- 1999年 - 千葉店を開設。
- 2000年 - 福岡支店（旧・天神支店）および梅田店を開設。
- 2001年 - 吉祥寺店を開設。
- 2003年 - 中国通販センター、秋葉原店を開設。
- 2006年 - 株式会社ディー・エヌ・エーの連結子会社となる。
- 2007年 - 海外航空券オンライン予約サイト「空丸」サービス開始。
- 2008年 - スカイゲート株式会社と合併。株式会社地球の歩き方T&Eより海外航空券販売事業を譲受。
- 2009年 - エクスペディアと業務提携。オンラインでの海外旅行ツアー販売開始。
- 2011年 - エース保険とオンライン海外保険分野において共同サービス提供開始。
- 2013年 -「スカイゲート」のサービス名を「DeNAトラベル」に改称。
- 2015年
  - KDDIと共同サービス「auトラベル」の提供を開始。
  - 6月1日 - 社名を株式会社DeNAトラベルとする。
- 2018年
  - 5月14日 - エボラブルアジア（現・エアトリ）がDeNAトラベルを完全子会社化すると発表。同月31日に全株式を12億円で取得[4]。
  - 6月1日 - 社名を株式会社エアトリに改称。
- 2020年1月1日 - 社名を株式会社エアトリインターナショナルに改称。
- 2024年4月1日 - 株式会社エアトリに合併し解散。